# Endzeit (2013)
Endzeit ist ein deutsches Science-Fiction - Filmdrama aus dem Jahr 2013 von Regisseur Sebastian Fritzsch und dessen erster abendfüllender Spielfilm. Endzeit feierte am 12. Februar 2013 seine Uraufführung bei der Berlinale im Rahmen der Festivalsektion Perspektive Deutsches Kino. Seine internationale Premiere hatte der Film am 6. Oktober 2013 beim südkoreanischen Busan International Film Festival.

## Inhalt
In einer postapokalyptischen Welt scheint nur ein einziges Mädchen einen Kometeneinschlag überlebt zu haben. Sie zieht sich in die Wälder zurück, wo sie aufwächst. 
Einige Jahre später. Das Mädchen ist erwachsen und eine junge Frau geworden. Inzwischen haben sich auch ihre Instinkte geschärft und im Lauf der Zeit hat sie sich zu einer passablen Jägerin und Sammlerin entwickelt. In einer heruntergekommenen Scheune stößt sie zunächst auf ein paar gehortete Konservendosen und dann auf einen männlichen Konkurrenten im Kampf um Nahrung. Dieser denkt ebenfalls, er wäre der letzte Mensch auf Erden und kämpft auch ums nackte Überleben. Der Mann macht der Frau ein Friedensangebot. Irgendwo hinter dem Gebirge soll es ein Areal geben, das ein besseres Leben verspricht. Gemeinsam ziehen die beiden los. Sie finden einige andere Versprengte und versuchen vorsichtig einen neuen Anfang zu wagen, wieder eine Zivilisation zu errichten. Dies wird jedoch arg auf die Probe gestellt, da unter der Schicksalsgemeinschaft zwar auf der einen Seite Hoffnung, Vertrauen, Annäherung und Gemeinschaft, aber auf der anderen Seite auch Verzweiflung, Misstrauen, Verrohung und Vereinsamung herrschen.

## Produktion und Hintergrund
Endzeit entstand ohne Filmförderung und wurde von Sebastian Fritzsch und Georg Tiefenbach selber produziert und finanziert. Die Dreharbeiten zum Spielfilm fanden im März 2012 im österreichischen Kärnten statt.

## Rezeption
Der Spielfilm wurde im Rahmen seiner Präsentation auf der Berlinale von der Fachpresse besprochen.
Katharina Granzin von filmstarts.de merkt an, dass sich insgesamt „Fritzschs Film durchaus eine gewisse künstlerische Konsequenz attestieren“ lasse, „falls man bereit ist zu akzeptieren, dass die gesamte Versuchsanordnung etwas höchst Künstliches, Unplausibles besitzt. Aber daran ist nur schwer vorbeizukommen“ und letztlich sei das Werk „ein Endzeitfilm, der sich für sein Endzeitszenario weniger interessiert als für die faden erotischen Interessenskonflikte der wenigen Überlebenden.“ Danny Gronmeier von critic.de kritisiert zudem, dass im Lauf des Films „etwas schematisch weitere Figuren eingeführt“ werden „und die Handlung in einen alten Hof verlegt“ wird, „um die Problematik um schicksalhafte Abhängigkeiten und latentes Misstrauen in einer Extremsituation am Leben zu erhalten. Seine Laufzeit von immerhin 90 Minuten“ würde der Film so nur bedingt rechtfertigen. Verena Manhart von Berliner Filmfestivals lobt das Spiel der Hauptdarstellerin, „Zugegeben, der Hauptdarstellerin kauft man ihre innere Zerissenheit so ziemlich in jeder Sekunde ab“. Die Kritikerin bekommt beim weiteren Schauen das Gefühl den Film „doch auch ein bisschen gut finden“ zu wollen, sie „werde aber sogleich von den wenigen, belanglosen und durch die viele Stille so hoch gehängten Dialogen“ abgelenkt und ärgert sich „über die Vorhersehbarkeit dieser Geschichte, die so viel Raum für Unvorhergesehenes geboten hätte.“
Moritz Stock zog in seiner Besprechung bei myFanbase das Fazit, dass es Fritzschs Film dem Zuschauer „mit seinem langsamen Erzähltempo und der aufs wesentliche konzentrierten Inszenierung sicherlich nicht leicht“ mache, aber wenn „man sich auf dieses existenzielle und ungemein stimmungsvolle Drama“ erst mal einlasse, bekäme „man ein interessantes Stück deutsches Kino, welches nachdenklich stimmt und im Nachhinein noch an Kraft und Bedeutung beginnt.“ Auch werde das „Männergenre“ Endzeitfilm nun „einmal von einer Frau bestimmt.“, wie die Berliner Morgenpost anmerkt.

## Auszeichnungen
- 2013: Internationale Filmfestspiele Berlin - Nominierung für den Preis DFJW Dialogue in der Kategorie Perspektive Deutsches Kino für Sebastian Fritzsch